# هارون یوسف
هارون یوسف (انگلیسی: Haroon Yousaf؛ زادهٔ ۱۰ نوامبر ۱۹۷۳) بازیکن فوتبال اهل پاکستان بود.
از باشگاه‌هایی که در آن بازی کرده است می‌توان به باشگاه فوتبال پنجاب پاکستان اشاره کرد.
وی همچنین در تیم‌های ملی فوتبال زیر ۲۳ سال پاکستان، و پاکستان بازی کرده است.